# ویتاوتاس پراناس بیچیوناس
ویتاوتاس پراناس بیچیوناس (انگلیسی: Vytautas Pranas Bičiūnas؛ ۲۰ اوت ۱۸۹۳ – ۱۸ نوامبر ۱۹۴۵) نقاش، بازیگر تئاتر، نویسنده و منتقد ادبی اهل کشور لیتوانی بود. وی بین سال‌های ۱۹۱۴ تا ۱۹۱۷ در «مدرسهٔ هنر قازان» تحصیل کرد. پس از آن و در سال ۱۹۱۷ به سردبیری روزنامهٔ «صدای لیتوانیایی» پرداخت.